# Датчик об'єму
Да́тчик об'є́му (англ. volume sensor) — електронна схема з ультразвуковим перетворювачем, використовується для визначення обсягу сипких та рідких матеріалів у резервуарі заздалегідь відомого обсягу та форми.

## Принцип дії
Ультразвуковий перетворювач кріпиться до контейнера відомої конфігурації.
Контейнер містить сипучі речовини або рідину та газ (повітря), так що всередині контейнера утворюється межа речовина-газ.
Перетворювач генерує ультразвукові імпульси, які поширюються через речовину, відбиваються на межі речовина-газ і знову приймаються перетворювачем.
Отриманий зворотний імпульс перетворюється на електричний сигнал, який аналізується електронною схемою для визначення рівня речовини в контейнері.

## Застосування
Рідини та сипучі речовини, такі як сира нафта, бензин, дизельне паливо, нафтохімічні продукти, розчинники та деякі інші хімічні речовини, необхідно вимірювати за обсягом для належного обліку їх запасів та передачі на зберігання.
Вимірювання обсягу допомагає мінімізувати втрати та досягти економії коштів.
У разі резервуарів великого діаметра невелике підвищення рівня відповідає великому об'єму рідини. Розрахунок обсягу циліндричного резервуара можна легко виконати за допомогою формули. Однак для резервуарів неправильної форми, таких як сферичні резервуари або горизонтальні циліндричні резервуари розрахунок обсягу є складним.